# 1 500 mètres féminin aux championnats du monde d'athlétisme 2019
Pour un article plus général, voir Championnats du monde d'athlétisme 2019.
Navigation
Londres 2017 Eugene 2021
L'épreuve du 1 500 mètres féminin des championnats du monde de 2019 se déroule du 2 au 5 octobre 2019 dans le Khalifa International Stadium, au Qatar. 

## Critères de qualification
Pour se qualifier pour les championnats, il faut avoir réalisé 4 min 6 s 50 ou moins sur 1 500 m ou 4 min 25 s 20 ou moins sur le mile, et ce entre le 7 septembre 2018 et le 6 septembre 2019.

## Records et performances
Les records du 1 500 m femmes (mondial, des championnats et par continent) étaient avant les championnats 2019 les suivants :
| Record du monde                                                | Genzebe Dibaba    | Éthiopie         | 3 min 50 s 07   | Monaco              | 17 juillet 2015   |
| Record des championnats                                        | Tatyana Tomachova | Russie           | 3 min 58 s 52   | Saint-Denis, France | 31 août 2003      |
| Record d'Afrique                                               | Genzebe Dibaba    | Éthiopie         | 3 min 50 s 07   | Monaco              | 17 juillet 2015   |
| Record d'Asie                                                  | Qu Yunxia         | Chine            | 3 min 50 s 46   | Pékin, Chine        | 11 septembre 1993 |
| Record d'Europe                                                | Tatyana Kazankina | Union soviétique | 3 min 52 s 47   | Zurich, Suisse      | 13 août 1980      |
| Record d'Amérique du Nord, d'Amérique centrale et des Caraïbes | Shannon Rowbury   | États-Unis       | 3 min 56 s 29   | Monaco              | 17 juillet 2015   |
| Record d'Amérique du Sud                                       | Letitia Vriesde   | Suriname         | 4 h 05 min 67 s | Tokyo, Japon        | 31 août 1991      |
| Record d'Océanie                                               | Linden Hall       | Australie        | 4 h 00 min 86 s | Eugene, États-Unis  | 26 mai 2018       |

### Meilleures performances de l'année 2019
Les dix athlètes les plus rapides de l'année sont, avant les championnats, les suivantes.
| 1  | Sifan Hassan             | Pays-Bas    | 3 min 55 s 30 | Monaco                | 12 juillet 2019 |
| 2  | Genzebe Dibaba           | Éthiopie    | 3 min 55 s 47 | Rabat, Maroc          | 16 juin 2019    |
| 3  | Laura Muir               | Royaume-Uni | 3 min 56 s 73 | Rome, Italie          | 6 juin 2019     |
| 4  | Gudaf Tsegay             | Éthiopie    | 3 min 57 s 40 | Rabat, Maroc          | 16 juin 2019    |
| 5  | Rababe Arafi             | Maroc       | 3 min 58 s 84 | Rabat, Maroc          | 16 juin 2019    |
| 6  | Axumawit Embaye          | Éthiopie    | 3 min 59 s 02 | Rabat, Maroc          | 16 juin 2019    |
| 6  | Konstanze Klosterhalfen  | Allemagne   | 3 min 59 s 02 | Zurich, Suisse        | 29 août 2019    |
| 8  | Faith Kipyegon           | Kenya       | 3 min 59 s 04 | Palo Alto, États-Unis | 30 juin 2019    |
| 9  | Winnie Nanyondo          | Ouganda     | 3 min 59 s 56 | Rabat, Maroc          | 16 juin 2019    |
| 10 | Gabriela Debues-Stafford | Canada      | 3 min 59 s 59 | Zurich, Suisse        | 29 août 2019    |

## Résultats

### Finale
| Rang               | Athlète                  | Pays        | Temps         | Notes |
| ------------------ | ------------------------ | ----------- | ------------- | ----- |
| Médaille d'or      | Sifan Hassan             | Pays-Bas    | 3 min 51 s 95 | CR    |
| Médaille d'argent  | Faith Kipyegon           | Kenya       | 3 min 54 s 22 | NR    |
| Médaille de bronze | Gudaf Tsegay             | Éthiopie    | 3 min 54 s 38 | PB    |
| 4                  | Shelby Houlihan          | États-Unis  | 3 min 54 s 99 | AR    |
| 5                  | Laura Muir               | Royaume-Uni | 3 min 55 s 76 | SB    |
| 6                  | Gabriela Debues-Stafford | Canada      | 3 min 56 s 12 | NR    |
| 7                  | Winny Chebet             | Kenya       | 3 min 58 s 20 | PB    |
| 8                  | Jenny Simpson            | États-Unis  | 3 min 58 s 42 | SB    |
| 9                  | Rababe Arafi             | Maroc       | 3 min 59 s 93 |       |
| 10                 | Ciara Mageean            | Irlande     | 4 min 00 s 15 | PB    |
| 11                 | Winnie Nanyondo          | Ouganda     | 4 min 00 s 63 |       |
| 12                 | Nikki Hiltz              | États-Unis  | 4 min 06 s 68 |       |

### Demi-finales
Qualification : Les 5 premières de chaque série (Q) et les 2 meilleurs temps (q) sont qualifiés pour la finale.
| Rang | Série | Nom                      | Nationalité        | Temps         | Notes |
| ---- | ----- | ------------------------ | ------------------ | ------------- | ----- |
| 1    | 2     | Jennifer Simpson         | États-Unis         | 4 min 00 s 99 | Q     |
| 2    | 2     | Gabriela Debues-Stafford | Canada             | 4 min 01 s 04 | Q     |
| 3    | 2     | Laura Muir               | Royaume-Uni        | 4 min 01 s 05 | Q     |
| 4    | 2     | Gudaf Tsegay             | Éthiopie           | 4 min 01 s 12 | Q     |
| 5    | 2     | Winny Chebet             | Kenya              | 4 min 01 s 14 | Q     |
| 6    | 2     | Winnie Nanyondo          | Ouganda            | 4 min 01 s 30 | q     |
| 7    | 2     | Nikki Hiltz              | États-Unis         | 4 min 01 s 52 | q, PB |
| 8    | 2     | Jessica Hull             | Australie          | 4 min 01 s 80 | PB    |
| 9    | 2     | Yolanda Ngarambe         | Suède              | 4 min 03 s 43 | PB    |
| 10   | 2     | Linden Hall              | Australie          | 4 min 06 s 39 |       |
| 11   | 2     | Marta Pérez              | Espagne            | 4 min 10 s 45 |       |
| 12   | 1     | Sifan Hassan             | Pays-Bas           | 4 min 14 s 69 | Q     |
| 13   | 1     | Shelby Houlihan          | États-Unis         | 4 min 14 s 91 | Q     |
| 14   | 1     | Rababe Arafi             | Maroc              | 4 min 14 s 94 | Q     |
| 15   | 1     | Faith Kipyegon           | Kenya              | 4 min 14 s 98 | Q     |
| 16   | 1     | Ciara Mageean            | Irlande            | 4 min 15 s 49 | Q     |
| 17   | 1     | Sarah McDonald           | Royaume-Uni        | 4 min 15 s 73 |       |
| 18   | 1     | Lemlem Hailu             | Éthiopie           | 4 min 16 s 56 |       |
| 19   | 1     | Esther Guerrero          | Espagne            | 4 min 16 s 66 |       |
| 20   | 1     | Malika Akkaoui           | Maroc              | 4 min 16 s 83 |       |
| 21   | 1     | Darya Barysevich         | Biélorussie        | 4 min 17 s 04 |       |
| 22   | 1     | Georgia Griffith         | Australie          | 4 min 17 s 15 |       |
| 23   | 1     | Kristiina Mäki           | République tchèque | 4 min 17 s 65 |       |
| 24   | 1     | Claudia Mihaela Bobocea  | Roumanie           | 4 min 18 s 25 |       |

## Légende
Records et Performances
- AR : Record continental (area record)
- CR : Record des championnats (championship record)
- MR : Record du meeting (meet record)
- NR : Record national (national record)
- OR : Record olympique (olympic record)
- PR : Record paralympique (paralympic record)
- PB : Record personnel (personal best)
- SB : Meilleure performance personnelle de la saison (season's best)
- WL : Meilleure performance mondiale de l'année (world leader)
- WJR : Record du monde junior (world junior record)
- WR : Record du monde (world record)

Circonstances et Conditions
- DNF : N'a pas terminé (did not finish)
- DNS : N'a pas pris le départ (did not start)
- DQ : Disqualification (disqualification)
- NM : Aucun essai valable enregistré (No Mark)
- Q : Qualifié « directement » au prochain tour (ou à la prochaine compétition), lors d'une compétition majeure, grâce au classement ou à la réalisation des minima (automatic qualifier)
- q : Qualifié au prochain tour (ou à la prochaine compétition), lors d'une compétition majeure, grâce au repêchage ou à la réalisation de l'une des meilleures performances parmi celles des « non qualifiés directement » (grâce au meilleur temps ou à la meilleure distance par exemple) (secondary qualifier)